# Unorthodox
Unorthodox är en  tysk/amerikansk miniserie producerad av Netflix som hade premiär den 26 mars 2020. Serien är delvis baserad på författaren Deborah Feldmans självbiografi Unorthodox från 2012. Serien regisserades av Maria Schrader.

## Handling
19-åriga Esty kommer från ett chassidiskt samfund i New York och är fast i ett olyckligt arrangerat äktenskap. Hon bestämmer sig för att fly till Berlin där hennes mor bor. I Berlin upptäcker hon friheten men också en helt ny värld som utmanar och ifrågasätter allt som hon någonsin känt till och trott på. Samtidigt letar Estys make efter henne.

## Rollista (i urval)
- Shira Haas - Esther "Esty" Shapiro
- Amit Rahav - Yakov "Yanky" Shapiro
- Jeff Wilbusch - Moishe Lefkovitch
- Alex Reid - Leah Mandelbaum
- Dina Doron - Estys farmor
- Aaron Altaras - Robert